# Archives de l'Institut Pasteur de Tunis
Les Archives de l'Institut Pasteur de Tunis, plus communément appelées Arch Inst Pasteur Tunis (abréviation internationale), est une revue médicale trimestrielle tunisienne fondée à Tunis en 1906 par Charles Nicolle (directeur de l'Institut Pasteur de Tunis de 1903 à 1936 et Prix Nobel de médecine) et publiée sous l'égide de la direction de l'agriculture, du commerce et de la colonisation, initialement par la Société anonyme de l'imprimerie rapide.
En 1921, elle est remplacée par les Archives des instituts Pasteur de l'Afrique du Nord mais, en 1923, cette dernière revue est scindée en deux : les Archives de l'Institut Pasteur de Tunis et les Archives de l'Institut Pasteur d'Algérie. Sa publication est suspendue entre janvier 1943 et décembre 1954.
Elle est l'une des deux revues médicales tunisiennes indexées dans l'Index Medicus (depuis 1978). Ses identifiants (NLM ID) sont le 101259157 (pour les numéros publiés avant 1921) et le 7502527 (pour les numéros publiés à partir de 1923).
Les Archives de l'Institut Pasteur de Tunis publient des articles de médecine et de microbiologie essentiellement en français avec des résumés en anglais.